# Lovefoxxx
Luísa Hanaê Matsushita (Campinas, 25 februari 1984) is de Braziliaans-Japanse leadzangeres en tekstschrijfster van de band Cansei de Ser Sexy. Ze is beter bekend als Lovefoxxx.
Lovefoxxx begint op haar zestiende met ontwerpen van onder andere kleding. De band Cansei de Ser Sexy begint als alle leden een reden zoeken om samen te zijn. Lovefoxx vergeet echter bij de eerste repetitie haar gitaar (waar ze nog nauwelijks op kon spelen), en besluit daarom achter de microfoon te gaan staan. Vanwege het succes van de band besluit ze te stoppen met haar werk als kledingontwerpsters.
Lovefoxxx is bekend om haar wilde optredens en extravagante kledingstijl. Ze heeft verteld dat ze eigenlijk meer om het imago geeft dan om de muziek van de band.
Eind 2007 zou er een soloalbum uitkomen van Lovefoxxx, waarbij ze samenwerkt met Timbaland en Nigel Godrich, met de titel Luv 2 Luv U Foxxxy. Samen met het album zou ze ook een boek uitbrengen met de titel The Cool Is All That Matters: It's not about who you are, but who you know. Dit gerucht werd echter de kop ingedrukt door bandgenote Luiza Sá.